# بيير ليونارد فاندر ليندن
بيير ليونارد فاندر ليندن (بالفرنسية: Pièrre Léonard Vander Linden)‏ هو أستاذ جامعي وعالم حشرات بلجيكي، ولد في 12 ديسمبر 1797، وتوفي في 5 أبريل 1831.